# James Bracken
James C. „Jimmy“ Bracken (* 23. Mai 1909 in Oklahoma, USA; † 20. Februar 1972 in Los Angeles, Kalifornien, USA) war ein US-amerikanischer Songwriter sowie zusammen mit seiner Frau Vivian Mitbegründer und Mitbetreiber von Vee-Jay Records.
Bracken wurde in Oklahoma geboren und wuchs in Kansas City auf. Er lebte in Chicago, wo er 1944 Vivian Carter traf. 1950 gründeten sie „Vivian’s Record Shop“ in Gary (Indiana), und drei Jahre später beschlossen sie, eine eigene Plattenfirma zu gründen, die sie nach ihren Initialen Vee-Jay nannten.
Bracken produzierte und veröffentlichte nicht nur Platten über sein Label, sondern schrieb auch einige der aufgenommenen Songs. In den 1950er und frühen 1960er Jahren entwickelte sich Vee-Jay zu einem großen unabhängigen Plattenlabel mit Künstlern wie Jimmy Reed, John Lee Hooker, Gene Chandler, Jerry Butler, The Four Seasons und zeitweise auch den Beatles. Das Unternehmen wurde 1966 aufgelöst.
Bracken starb 1972 in Los Angeles. 2011 wurde er posthum in die Blues Hall of Fame aufgenommen.